# Глюк Тек
«Глюк Тек» (англ. Glitch Techs) — американський анімаційний телесеріал створений Еріком Роблзом та Деном Мілано для Nickelodeon та Netflix. Прем'єра мультсеріалу на Netflix відбулася 21 лютого, 2020 року. Прем'єра другого сезону відбулася 21 серпня, 2020 року.

## Сюжет
Глюк Тек - центр для підлітків Гектор "(Дай) П'ять"(Hi-five) Нівес і Міко "Мі-К.О."(Me-K.O.) Кубота в місті Бейлі, де група людей таємно стикається з глюками, які змушують персонажів відеоігор проявлятись як енергетичні істоти в реальному світі, які діють на основі коду своїх ігор, що постраждали, і таким чином створюють хаос. Щоб зупинити такі глюки, ці техніки, які працюють у місцевому магазині ігор, повинні використовувати свою геймерську логіку зі своїм обладнанням, щоб протистояти та вигравати. Після захоплення та/або знищення глюків вони також повинні виправити будь-які пошкодження та стерти спогади, щоб запобігти подальшій паніці. Тепер, після того, як несподівано стали найновішими Глюко Теками, Дай П'ять та Міко повинні будуть використовувати свої геймерські навички, щоб виручити інших.

## Актори озвучення
| Актор                | Роль                                                                                  |
| -------------------- | ------------------------------------------------------------------------------------- |
| Рікардо Уртадо       | Гектор Нівес або "Дай П'ять"(High Five)                                               |
| Ліам Рамос           | малий П'ять                                                                           |
| Моніка Рей           | Міко Кубота/Mі-К.О.(Me-K.O)                                                           |
| Люк Янгблад          | Мітч Вільямс, a.k.a. МітчДКР(MitchFTW)                                                |
| Зехра Фазал          | Захра, Сабріна                                                                        |
| Сандіп Парих         | Ганеш                                                                                 |
| Грег Нікс            | Нікс                                                                                  |
| Скотт Крімер         | Філ Альтьєр                                                                           |
| Ден Мілано           | БІТТ(BITT)                                                                            |
| Джош Суссман         | Берґі                                                                                 |
| Феліція Дей          | Емма, Сімі                                                                            |
| Джейн Лінч           | Джоан Фішбек                                                                          |
| Арні Пантоха         | Безіменний                                                                            |
| Вінс Ґрін            | Вес                                                                                   |
| Афі Екулона          | Рей                                                                                   |
| Бетсі Содаро         | Інспектор 7, "Букворм" Барбара                                                        |
| Фред Татаскьор       | Тех спеціаліст                                                                        |
| Ерік Лопес           | Папі                                                                                  |
| Джолін Кім           | Абуела, бабуся П'ять та мати Еміліо                                                   |
| Стефані Шех          | Маюмі Кубота, мати Міко                                                               |
| Ді Бредлі Бейкер     | Х'ю Кубота, батько Міко                                                               |
| Рейчел Руссакоф      | Ніка Кубота, старша сестра Міко                                                       |
| Гейлі Тью            | Лексі Кубота, молодша сестра Міко                                                     |
| Емі Хілл             | Бабуся Кубота, бабуся Міко за мамою та мати Маюмі                                     |
| Кірбі Гауелл-Батист  | Одрі "Оуд" Вільямс, старша сестра Мітча та член аггро                                 |
| Адетокумбо Маккормак | Руф Вільямс, старший брат Мітча та член про-стрімер команди аггро, "Страшна Четвірка" |
| Брайтон Джеймс       | Спек Вільямс, старший брат Мітча та член про-стрімер команди аггро                    |
| Катрін Табер         | Ненсі Макгіллікутті                                                                   |
| Канді Майло          | Люпіта                                                                                |
| Рошон Феган          | Казино                                                                                |
| Даллас Янг           | малий Казино                                                                          |
| Крі Саммер           | Джеральдін Лоусон                                                                     |
| Натан Аренас         | Майк Сіммс                                                                            |
| Джонні Янг           | Рю Сіммс, старший брат Майка                                                          |
| Аманда Макканн       | Блейк                                                                                 |
| Ешлі Берч            | Рідлі                                                                                 |

## Виробництво
Глюк Тек зроблений у Nickelodeon Animation Studio в Сполучених Штатах Америки, з послугами анімації, що були надані компанією Top Draw Animation, та допомогою компанії Flying Bark Productions в Австралії. Мультсеріал був анонсований 25 травня 2016 року. 12 січня 2019 року повідомлялося, що виробництво мультсеріалу було зупинено, а члени команди були звільнені. Однак згодом Роблез заявив, що "Глюк Тек" не скасовували.
На початку 2020 року було підтверджено, що серіал перейшов на Netflix, і його прем'єра відбудеться 21 лютого 2020 року. 22 липня 2020 року було оголошено, що другий сезон вийде 17 серпня того ж року.